# ليون سبينكس
ليون سبينكس (بالإنجليزية: Leon Spinks) مواليد 11 يوليو 1953 في سانت لويس، هو ملاكم أمريكي يصنف ضمن فئة الوزن الثقيل. حقق بطولة رابطة الملاكمة العالمية وبطولة المجلس العالمي للملاكمة. شارك في دورة الألعاب الأولمبية الصيفية.

## إحصائيات
خاض خلال مسيرته 46 نزالا، فاز في 26 وتعادل في 3 وخسر في 17. فاز بالضربة القاضية في 14 نزالا.

## الميداليات
| الميدالية | المسابقة                       |
| --------- | ------------------------------ |
| ذهبية     | الألعاب الأولمبية الصيفية 1976 |

## روابط خارجية
- ليون سبينكس على موقع بوكس ريك (الإنجليزية) (registration required)
- ليون سبينكس على موقع أوليمبيديا (الإنجليزية)